# Timothy Maude
Timothy Joseph "Tim" Maude (Indiana, 18 de noviembre de 1947 - Condado de Arlington, 11 de septiembre de 2001) fue un oficial de la Armada de los Estados Unidos que murió durante los atentados del 11 de septiembre de 2001.
Maude, un teniente general, fue el militar estadounidense de mayor rango fallecido durante los atentados del 11 de septiembre de 2001 y el oficial de mayor rango del ejército de Estados Unidos en perecer por la acción exterior tras la muerte del general Simon Bolivar Buckner el 18 de junio de 1945 en la Batalla de Okinawa durante la Segunda Guerra Mundial. Maude había estado sirviendo como jefe adjunto de personal del ejército de Estados Unidos y se encontraba en una reunión cuando el Vuelo 77 de American Airlines se estrelló en el ala oeste de El Pentágono. Sus oficinas habían sido trasladadas días antes al área recientemente renovada de El Pentágono.

## Primeros años y educación
Maude nació en Indianápolis, Indiana. Se unió a la Armada de los Estados Unidos como un soldado alistado el 21 de marzo de 1966, cuando tenía dieciocho años. Se había propuesto inicialmente ser sacerdote y se graduó en la Escuela Latina de Indianápolis, un seminario católico, pero recibió su comisión como segundo teniente después de completar la escuela de oficiales en febrero de 1967. Obtuvo un Bachelor of Arts en administración en la Universidad Golden Gate y un grado de maestría en artes en administración pública en la Universidad Estatal Ball.

## Carrera
Después de su nombramiento como oficial en la Armada de los Estados Unidos, sirvió un año en Vietnam y el resto de su carrera en Estados Unidos, Alemania Occidental y Corea del Sur. Sus tareas incluyeron:
- Subjefe del Estado Mayor de Personal y Gestión de Instalación del Séptimo Ejército de Estados Unidos, también denominada Armada Europea de los Estados Unidos
- Subjefe del Estado Mayor de Personal de la Armada de los Estados Unidos

Maude estaba estacionado en Washington D. C. en agosto de 1998 y fue nominado como subjefe de personal para el personal de la secretaría de defensa bajo el gobierno de Bill Clinton por William Cohen en mayo de 2000.
Maude comenzó la campaña de reclutamiento Army of One usando la televisión y la publicidad en Internet. Declaró ante el Congreso de los Estados Unidos en relación con la necesidad de satisfacer las metas de reclutamiento para cumplir las misiones de la Armada de los Estados Unidos. En septiembre de 2001 se anunció que la campaña Army of One había conseguido reclutar un gran número de reclutas y el 4 de septiembre de 2001 se informó el ejército de los Estados Unidos había cumplido sus objetivos de reclutar soldados y que la Reserva de la Armada de los Estados Unidos y la Guardia Nacional de Estados Unidos se reunirían con ellos al final del mes.

## Visiones en la homosexualidad
Maude tuvo una participación clave en la política Don't ask, don't tell que afectaba a las cuestiones relativas al colectivo LGBT. Cuando el Soldado de primera, Barry Winchell, fue asesinado por Calvin Glover porque se rumoreaba que Winchell era homosexual, Maude fue uno de los primeros líderes de la Armada de los Estados Unidos que se reunió con su madre, Patricia Kutteles.

## Muerte
El 11 de septiembre de 2001, Maude se encontraba trabajando en la oficina de jefe de personal adjunto de la Armada de los Estados Unidos y se encontraba en el transcurso de una reunión cuando el Vuelo 77 de American Airlines se estrelló contra el lado oeste de El Pentágono. Sus oficinas se habían trasladado días antes de los ataques a la sección más renovada de El Pentágono. Fue el oficial del ejército de mayor rango que murió durante los ataques y el mayor oficial de la Armada de los Estados Unidos asesinado por una acción extranjera desde la muerte de Simon Bolivar Buckner, Jr. el 18 de junio de 1945 en la Batalla de Okinawa durante la Segunda Guerra Mundial.

## Vida personal
Maude fue sobrevivido por su esposa Teri, y sus dos hijas, Karen Maude y Kathleen Koehler.

## Legado

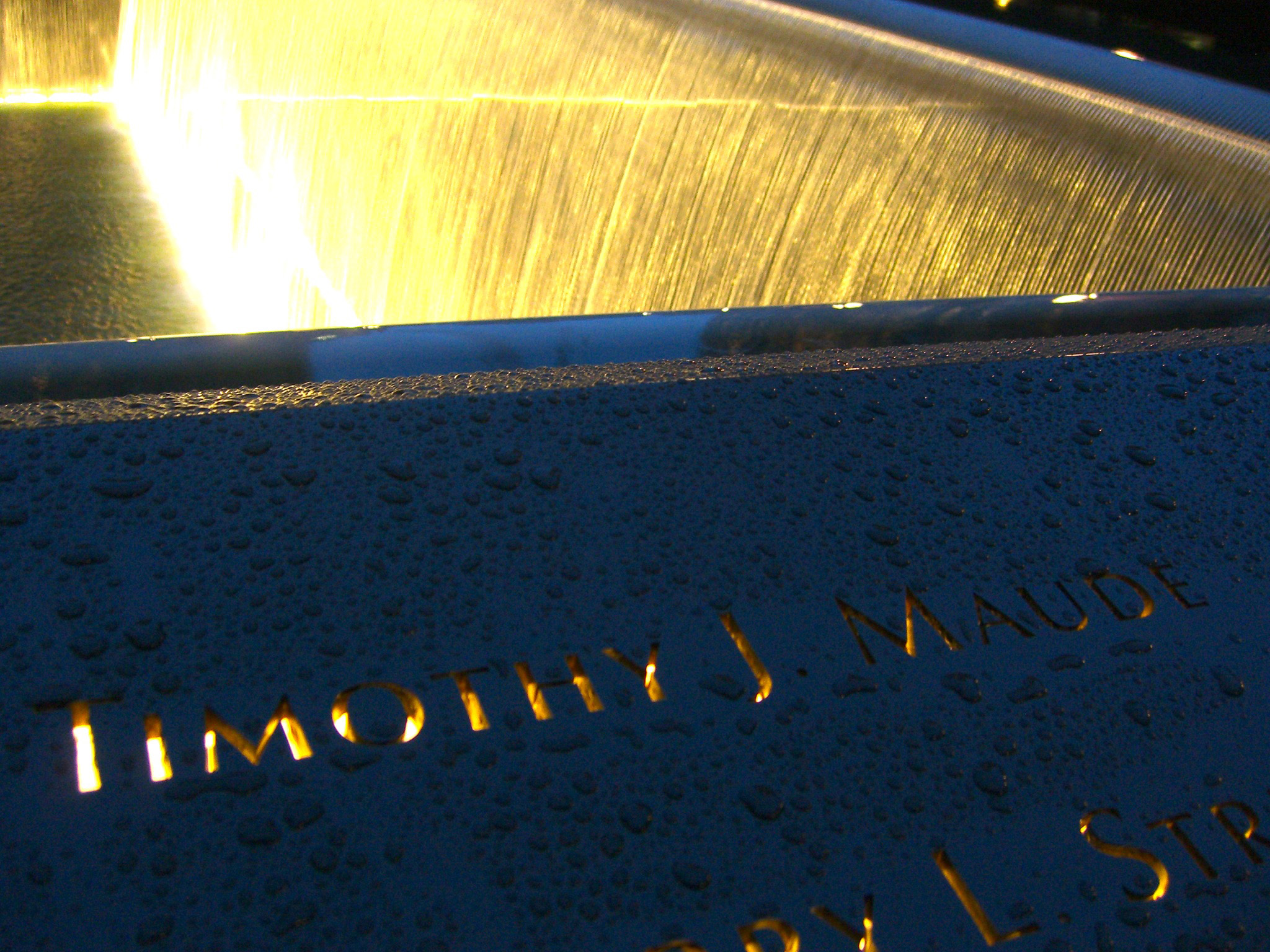
El nombre de Maude se encuentra en el panel S-74 de la piscina sur del National September 11 Memorial & Museum junto con los nombres de los fallecidos que se encontraban a bordo del Vuelo 77 de American Airlines.

Maude fue enterrado en el Cementerio Nacional de Arlington el 6 de octubre de 2001.
En 2010, el Centro de Excelencia de la Armada de los Estados Unidos en Fort Knox fue llamado Timothy Maude en homenaje a él.
En el National September 11 Memorial & Museum, Maude se encuentra memorializado en el panel S-74 de la piscina sur.
Los Caballeros de Colón llamaron a una junta Timothy Maude en Wiesbaden, Alemania, en homenaje a él.